# Ramon Reventós i Farrarons
Ramon Reventós i Farrarons   (Barcelona, 1892 - Barcelona, 1976) fou un arquitecte català. Titulat el 1917, fou cap del Servei d'Edificis Culturals de l'Ajuntament de Barcelona. El 1928 construí al carrer Lleida 9-11 la primera casa de Barcelona lligada al moviment racionalista centre-europeu. Fou autor de diversos projectes per a l'Exposició Internacional de Barcelona de 1929: les Torres Venecianes a la Plaça d'Espanya, el Teatre Grec i el Poble Espanyol, aquest darrer en col·laboració amb Francesc Folguera.

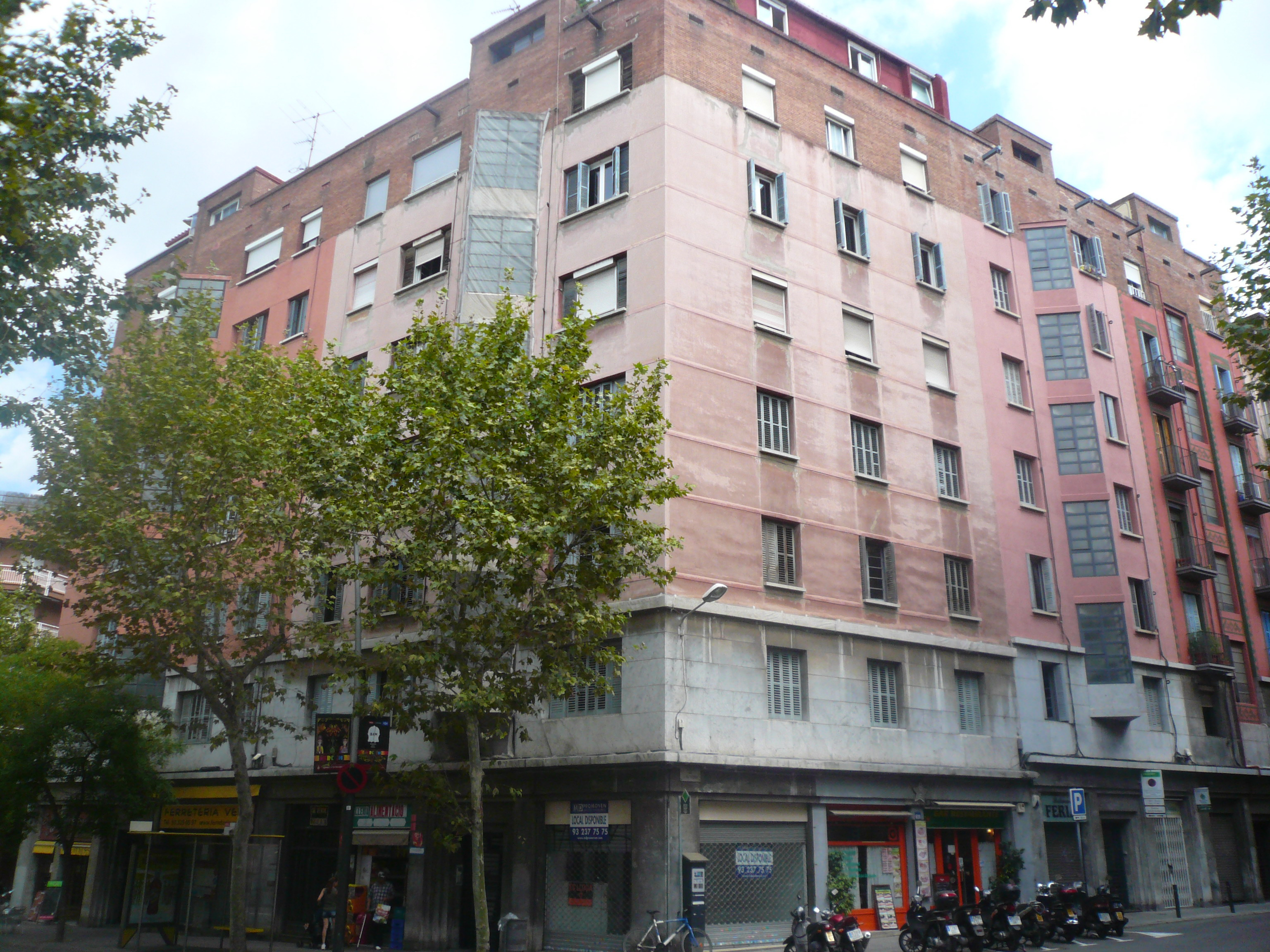
Les cases Josep Masana, al carrer Lleida de Barcelona, actualment protegides com a BCIN

Va ser professor de fusteria de l'Escola Superior dels Bells Oficis.

## Obres
- Torres Venecianes a la Plaça d'Espanya de Barcelona
- Teatre Grec
- Poble Espanyol
- Hotel Miramar a la muntanya de Montjuïc de Barcelona
- Hotel Florida a la muntanya del Tibidabo
- Funicular de Montjuïc (edificis de les dues estacions i el cafè-restaurant de la superior) 
- Casa Josep Masana Edifici al carrer Lleida 9 - 11 de Barcelona

### Escrits
- Reventós, R., L'Arc de Barà. Gràfics i mides, Barcelona, 1931.
- Reventós, R., Prefaci en el llibre de Nicolau Maria Rubió i Tudurí, Diàlegs sobre l'arquitectura. Barcelona, 1927 (reeditat per Quaderns Crema, 1999).

## Galeria d'imatges

Porta d'Àvila, entrada principal a Poble Espanyol
Edificis de Poble Espanyol
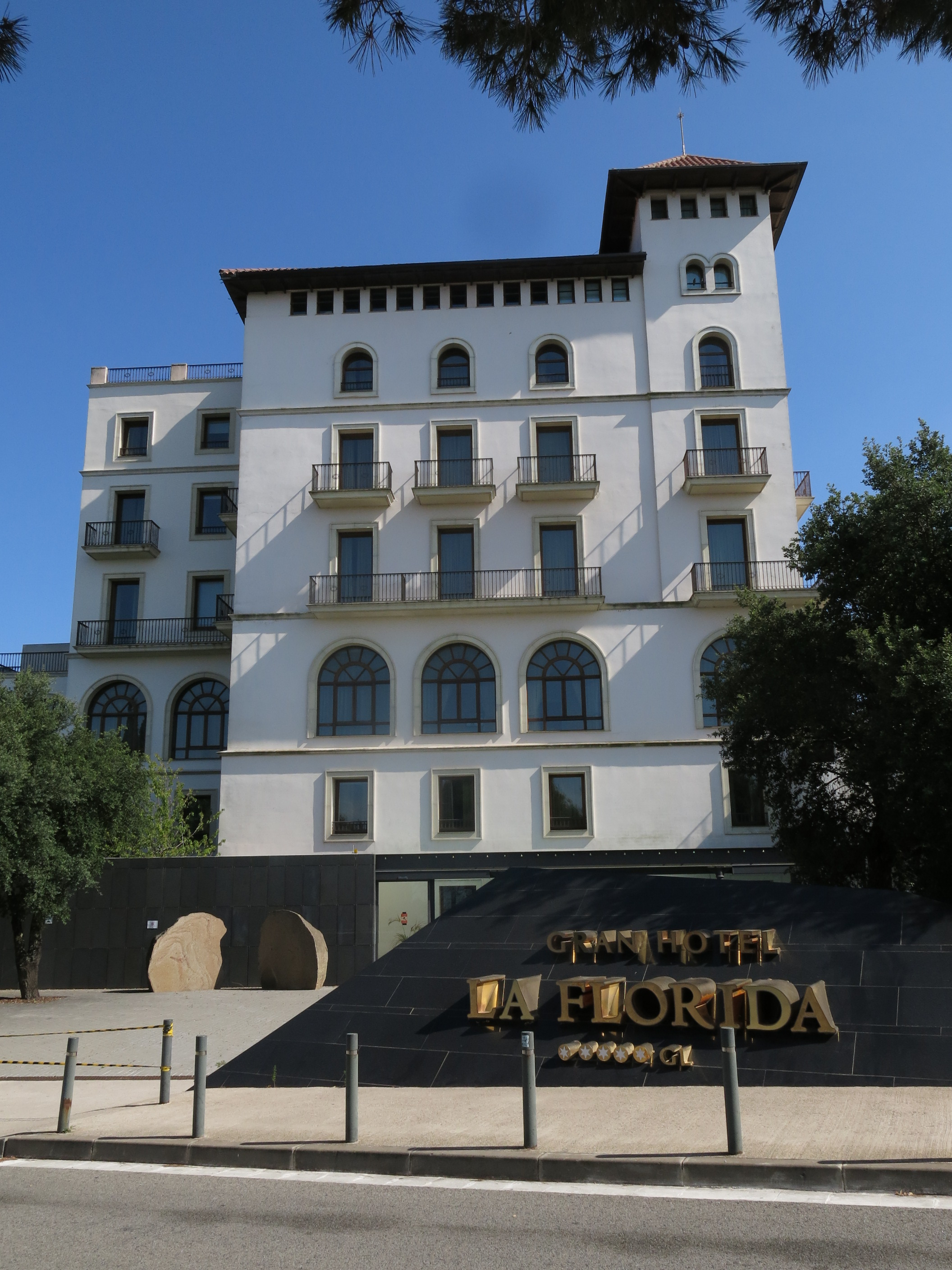
Hotel La Florida
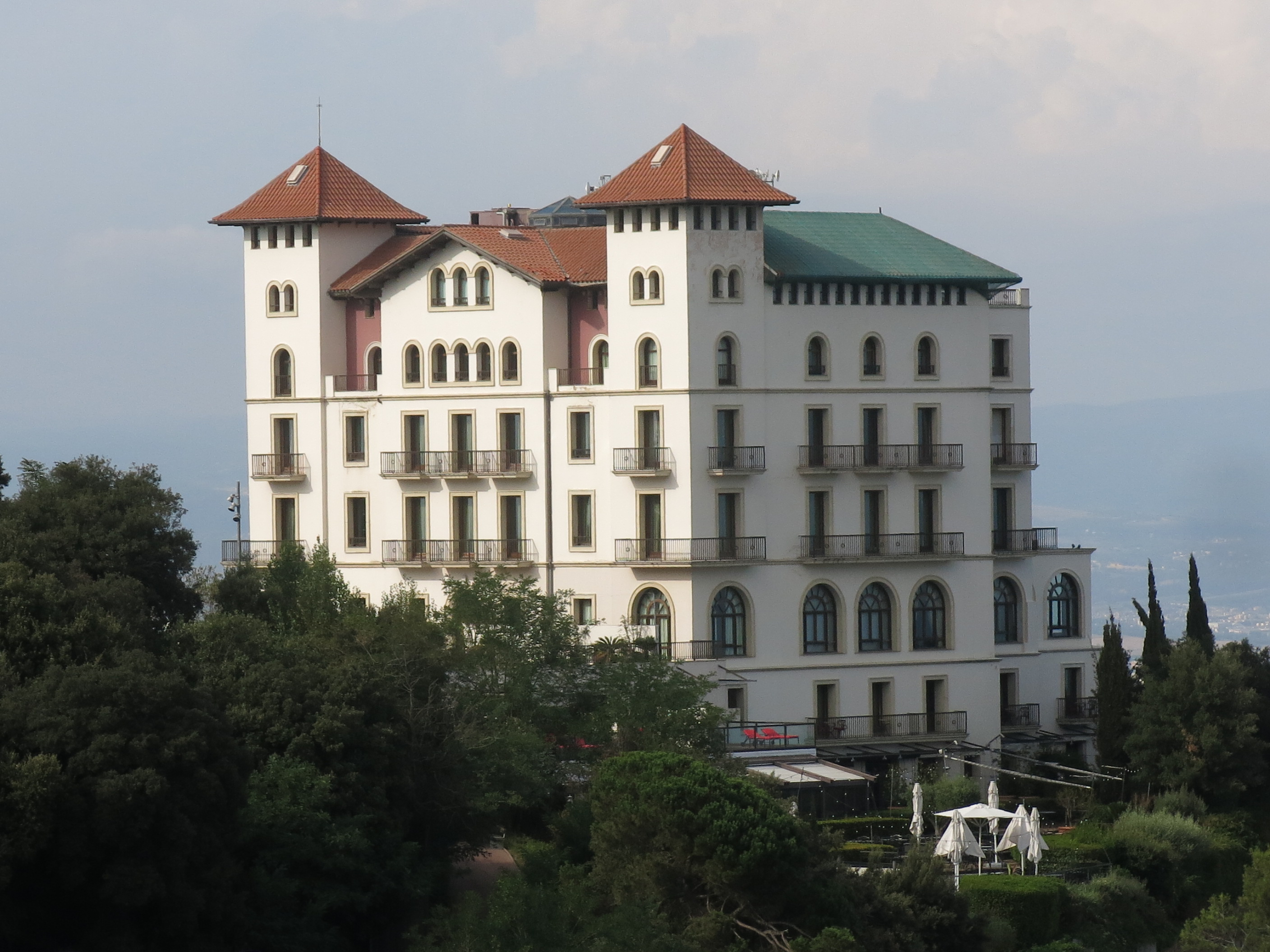
Hotel La Florida des del parc d'atraccions del Tibidabo
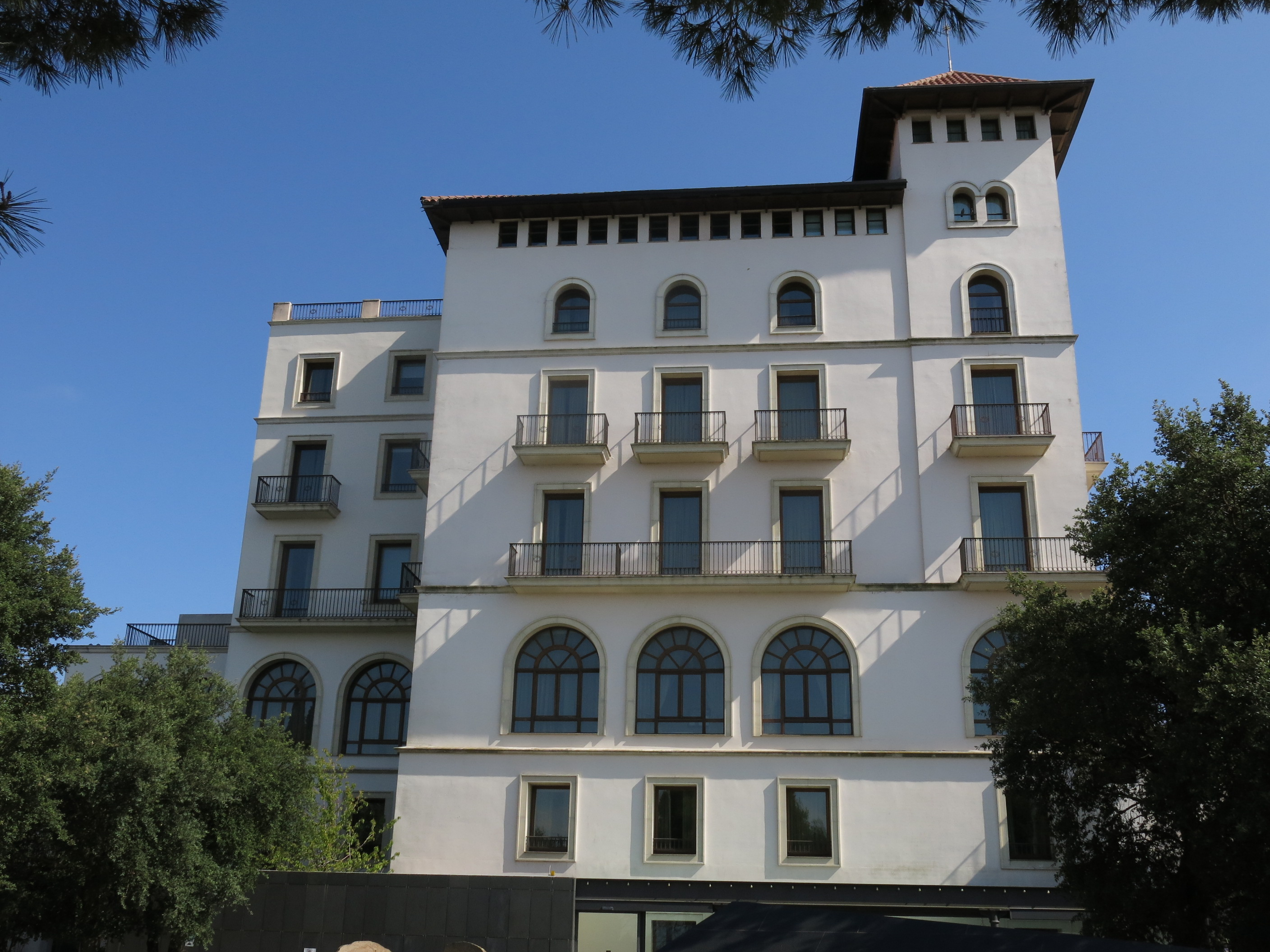
Hotel La Florida